# 霊幻道士XII 英叔復活だョ!全員集合
『霊幻道士XII 英叔復活だョ!全員集合』（れいげんどうしトゥウェルブ インシュウふっかつだョ!ぜんいんしゅうごう、原題：一眉先生、英題：Taoist Priest）は、2021年公開の中国のアクション・ホラー・コメディ映画。
2021年3月1日から、中国の動画配信サイトテンセントビデオで配信された。日本では劇場未公開で、霊幻道士シリーズ12作目としてソフト化された。

## キャスト
| 役名                                       | 俳優                         | 日本語吹替 |
| ------------------------------------------ | ---------------------------- | ---------- |
| ハオ道士（豪叔）                           | チン・シュウホウ（錢小豪）   | 塩屋翼     |
| イン道士（英叔）                           | チャン・ディーサイ（張迪財） | 多田野曜平 |
| チュウサム（秋生）                         | アンドリュー・ポン（龐景峰） | 寸石和弘   |
| モンチョイ（文才）                         | ワン・ロンホン（王荣宏）     | 青木強     |
| アーディエン（阿点）                       | 鄒皓雪                       | 伊藤さや香 |
| グイワン（鬼王）                           | チョイ・シウキョン（徐少強） | 西垣俊作   |
| ユー･フォンホアン（玉鳳凰） / ヤオ（瑶姐） | アリエル・アン（安唯綾）     | 馬場蘭子   |
| リエバオ（猟豹）                           | 楊建軍                       |            |
| フォンゴウ（瘋狗）                         | 邵老五                       | 八鳥浩一   |
| トゥーイン（禿鷹）                         | 樊偉鵬                       |            |
| ヤーラン（野狼）                           | 王錦                         | 鳩岡大輔   |
| ジョン・ウェイジー町長（鄭為志鎮長）       | ビリー・ロウ（楼南光）       | 山下タイキ |
| ナン（南）                                 | ウォン・ヤッサン（黄一山）   |            |
| 洪漂斗                                     | ティミー・ハン（洪天明）     |            |
| ビャオ（彪哥）                             | 錢門超                       | 鈴木将之   |
| ジア夫人（賈夫人）                         | シー・シェンルー（侍宣如）   | 飯泉桃音   |
| グイ（貴叔）                               | 菊鵬蛟                       |            |
| ホンイー（紅衣小紅）                       | 嚴詩琪                       | 吉北梨乃   |
| ヤン・チョンフー（楊成虎）                 | 丁正勇                       |            |
| 楊夫人                                     | 秦芷瑤                       |            |
| マオザイ（猫仔）                           | 独辰                         |            |
| ジウザイ（九仔）                           | 程亦                         |            |
| シャオリー（小李）                         | 羅米瑞克                     |            |
| シャオチャン（小張）                       | 米亞超                       |            |
| ネズミ（線人老鼠）                         | 羅朝輝                       |            |